# Live Era: ’87–’93
A Live Era: '87–'93 a Guns N’ Roses nevű amerikai hard rock zenekar koncertalbuma, amely 1999. november 23-án jelent meg. Ez volt az első hivatalos Guns N' Roses kiadvány az 1993-as “The Spaghetti Incident?” album óta. Az együttes egykori gitárosa Slash azt nyilatkozta a lemezzel kapcsolatban, hogy „nem szép, sok hiba van benne, de ez a Guns N' Roses, nem a kibaszott Mahavishnu Orchestra.”

## Album
Bár az élő felvételek dátumait és helyszíneit nem nevezik meg a borító füzetében, csak egy "Recorded across the universe between 1987 and 1993" szöveg olvasható. A dupla CD-n található felvételek nagy része valószínűleg az 1991 és 1993 között lezajlott Use Your Illusion Turnéról származik.
Axl Rose állítólag közvetítőkön keresztül kommunikált a többi volt Guns N' Roses taggal Slash-el, és Duff McKagan-el a dalok kiválasztásának ügyében. Slash elmondta: "Ez a koncertalbum volt a legkönnyebb, amin valaha dolgoztunk. Személyesen nem találkoztam Axl-el, de a közvetítőkön keresztül tudtunk kommunikálni."
Matt Sorum-ot, aki 1990-től 1997-ig volt a zenekar dobosa, és Gilby Clarke-ot, aki a ritmusgitár volt 1992-től, 1994-ig, a borító belsejében nem a tagoknál, hanem a "kísérő zenészeknél" tüntetik fel őket. Valószínűleg ez azért van, mert nem voltak tagjai az alapító formációnak. Az együttes eredeti dobosa Steven Adler csak kevésszer játszik az albumon található felvételekben, mégis a "zenekar tagjai" felirat mellett található a neve.
Az olyan híres élő dalokat, mint a "Live and Let Die" és a "Civil War", amelyet rengetegszer játszották az Use Your Illusion Turnén végül kihagyták és az olyan kevesebbszer előadott dalok helyettesítették, mint a "Pretty Tied Up" és a "Move to the City".
A japán és vinyl változatok tartalmazzák egy ritka dal, a "Coma" élő felvételét, amely a Guns N' Roses leghosszabb szerzeménye.
A "Knockin’ on Heaven’s Door" dalt az 1992-es Freddie Mercury emlékkoncerten vették fel és először a "Knockin' on Heaven's Door" kislemezén jelent meg.

## A dalok listája
| 1.  | Nightrain (Appetite for Destruction)             | Axl Rose, Slash, Izzy Stradlin, Duff McKagan        | Las Vegas; 1992. január 25.                                        | 5:18  |
| 2.  | Mr. Brownstone (Appetite for Destruction)        | Slash, Stradlin                                     | London; 1991. augusztus 31.                                        | 5:42  |
| 3.  | It’s So Easy (Appetite for Destruction)          | McKagan, West Arkeen                                | Párizs; 1992. június 6.                                            | 3:28  |
| 4.  | Welcome to the Jungle (Appetite for Destruction) | Rose, Slash                                         | Buenos Aires; 1992                                                 | 5:08  |
| 5.  | Dust N’ Bones (Use Your Illusion I)              | Slash, Stradlin, McKagan                            | New York; 1991. május 16.                                          | 5:05  |
| 6.  | My Michelle (Appetite for Destruction)           | Rose, Stradlin                                      | London; 1991. augusztus 31.                                        | 3:53  |
| 7.  | You’re Crazy (G N’ R Lies)                       | Rose, Slash, Stradlin                               | Tokió; 1988. december 10.                                          | 4:45  |
| 8.  | Used to Love Her (G N’ R Lies)                   | Stradlin                                            | Tokió; 1988. december 10.                                          | 4:17  |
| 9.  | Patience (G N’ R Lies)                           | Stradlin                                            | Mexikó; 1993 vagy Párizs; 1993. július 13. Párizs; 1992. június 6. | 6:42  |
| 10. | It’s Alright (Black Sabbath feldolgozás)         | Ozzy Osbourne, Tony Iommi, Geezer Butler, Bill Ward | Houston; 1992. szeptember 4.                                       | 3:07  |
| 11. | November Rain (Use Your Illusion I)              | Rose                                                | Tokió; 1992. február 22.                                           | 12:29 |

| 1.  | Out ta Get Me (Appetite for Destruction)         | Rose, Slash, Stradlin                  | London; 1987. június 28.    | 4:33 |
| 2.  | Pretty Tied Up (Use Your Illusion II)            | Stradlin                               | Tokió; 1992. február 22.    | 5:25 |
| 3.  | Yesterdays (Use Your Illusion II)                | Rose, Arkeen, Del James, Billy McCloud | Las Vegas; 1992. január 25. | 3:52 |
| 4.  | Move to the City (Live ?!*@ Like a Suicide)      | Stradlin, James, Chris Weber           | Tokió; 1992. február 22.    | 8:00 |
| 5.  | You Could Be Mine (Use Your Illusion II)         | Rose, Stradlin                         | Tokió; 1992. február 22.    | 6:02 |
| 6.  | Rocket Queen (Appetite for Destruction)          | Rose, Slash, Stradlin                  | Las Vegas; January 25, 1992 | 8:27 |
| 7.  | Sweet Child o’ Mine (Appetite for Destruction)   | Rose, Slash, Stradlin                  | Párizs; 1992. június 6.     | 7:25 |
| 8.  | Knockin’ on Heaven’s Door (Use Your Illusion II) | Bob Dylan                              | London; 1992. április 20.   | 7:27 |
| 9.  | Don’t Cry (Use Your Illusion I)                  | Rose, Stradlin                         | Tokió; 1992. február 22.    | 4:44 |
| 10. | Estranged (Use Your Illusion II)                 | Rose                                   | Tokió; 1992. február 22.    | 9:52 |
| 11. | Paradise City (Appetite for Destruction)         | Rose, Slash, Stradlin, McKagan         | Las Vegas; 1992. január 25. | 7:22 |

### Bónusz dalok
Ez a dal az első lemez tizenkettedik száma volt a japán kiadáson és szintén a tizenkettedik a második CD vinyl kiadásában.
|     | Cím                        | Szerző(k)   | Koncert                  | Hossz |
| --- | -------------------------- | ----------- | ------------------------ | ----- |
| 12. | Coma (Use Your Illusion I) | Rose, Slash | Omaha; 1993. április 10. |       |

## Közreműködők

### Tagok
- Axl Rose – ének, zongora (1985-napjainkig)
- Slash – gitár (1985-1996)
- Izzy Stradlin – ritmusgitár, háttérvokál (1985-1991)
- Duff McKagan – basszusgitár, háttérvokál (1985-1997)
- Steven Adler – dob, ütőhangszerek (1985-1990)
- Gilby Clarke – ritmusgitár, háttérvokál (1991-1994)
- Matt Sorum – dob, ütőhangszerek, háttérvokál (1990-1997)
- Dizzy Reed – billentyű, zongora, szintetizátor (1990-napjainkig)

### Háttérzenészek
- Teddy Andreadis – háttérvokál, harmonika, ütőhangszerek, billentyű (1991-1993)
- Roberta Freeman – háttérvokál (1991-1993)
- Tracey Amos – háttérvokál (1991-1993)
- Cece Worrall – trombita (1991-1993)
- Anne King – trombita (1991-1993)
- Lisa Maxwell – trombita (1991-1993)